# كاتو الأصغر
ماركوس بورسيوس كاتو أوتيسنسيس (95 ق م، روما - 46 ق م، أوتيك) أو كما يُعرَف عادةً كاتو الأصغر (تفريقاً له عن جده كاتو الأكبر) كان سياسياً بازاً عاش في الفترة المتأخرة من عهد الجمهورية الرومانية، ورائداً للفلسفة الرواقية. كان كاتو الأصغر مشهوراً بخطابته، وهو يُعرَف على نطاقٍ واسع كذلك لعدائه الشديد والطويل مع يوليوس قيصر الذي قادَه إلى حتفه، وكذلك لشرفه ورفضه التام للرشاوى ومحاربته للفساد الذي كان سائداً في عصره.

## النشأة
ولد كاتو سنة 95 ق م في روما، للسياسي الروماني المعروف ماركوس بورسيوس كاتو وزوجته ليفيا دروسا. توفي والداه عندما كان صغيراً، فاهتمَّ به خاله ماركوس ليفيوس دروسوس، إلا أنَّ خاله سُرعَان ما قتل اغتيالاً عندما كان في الرابعة. بدأت نزاعات العناد بالظهور عند كاتو منذ سن مبكرة. فقد كان يصفه معلّمه - ساربيدون - بأنه فضولي جداً، وهو يقتنع بالأشياء ببطء كبير، بحيث يكون التحكم به أحياناً أمراً شديد الصعوبة. تروي قصة من الفيلسوف اليوناني فلوطرخس بأن سياسياً يدعى كوينتوس سيلو زار مرَّة منزل خال كاتو الذي يَرعاه، فطلب مازحاً من الأطفال أن يدعموه في نشاطاته السياسية، فابتسم جميعهم وأومئوا عدا كاتو، الذي نظر إلى الضيف نظراً متشككة جداً. عند عدم حصول سيلو على إجابة من الطفل، أخذه من قدميه وعلَّقه منهما خارج النافذة، إلا أنَّ كاتو أصرَّ على موقفه ولم يقل شيئاً.